# Род поверхности

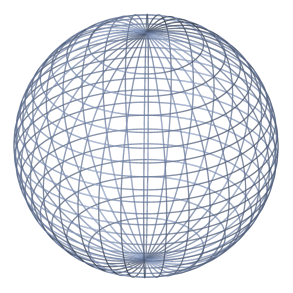
Поверхность рода 0

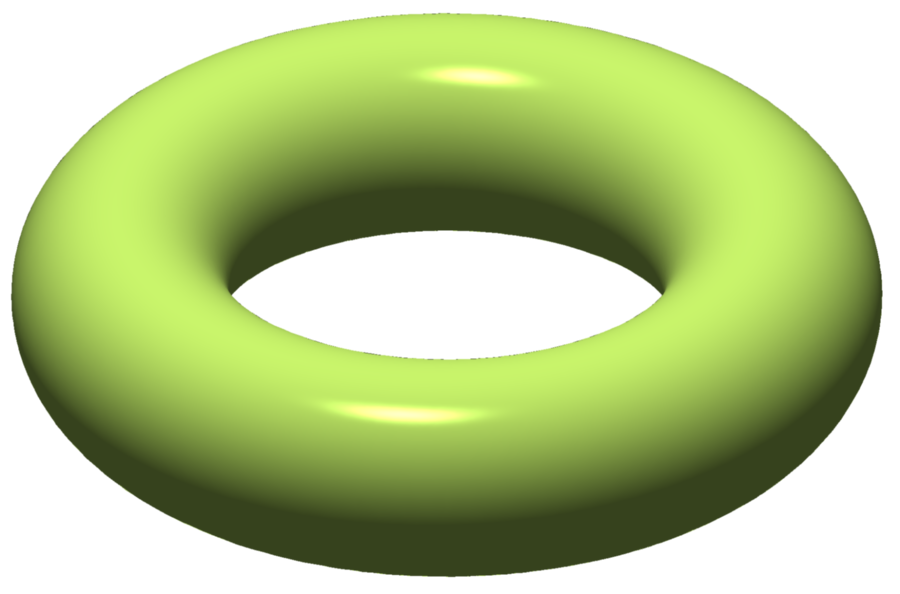
Поверхность рода 1

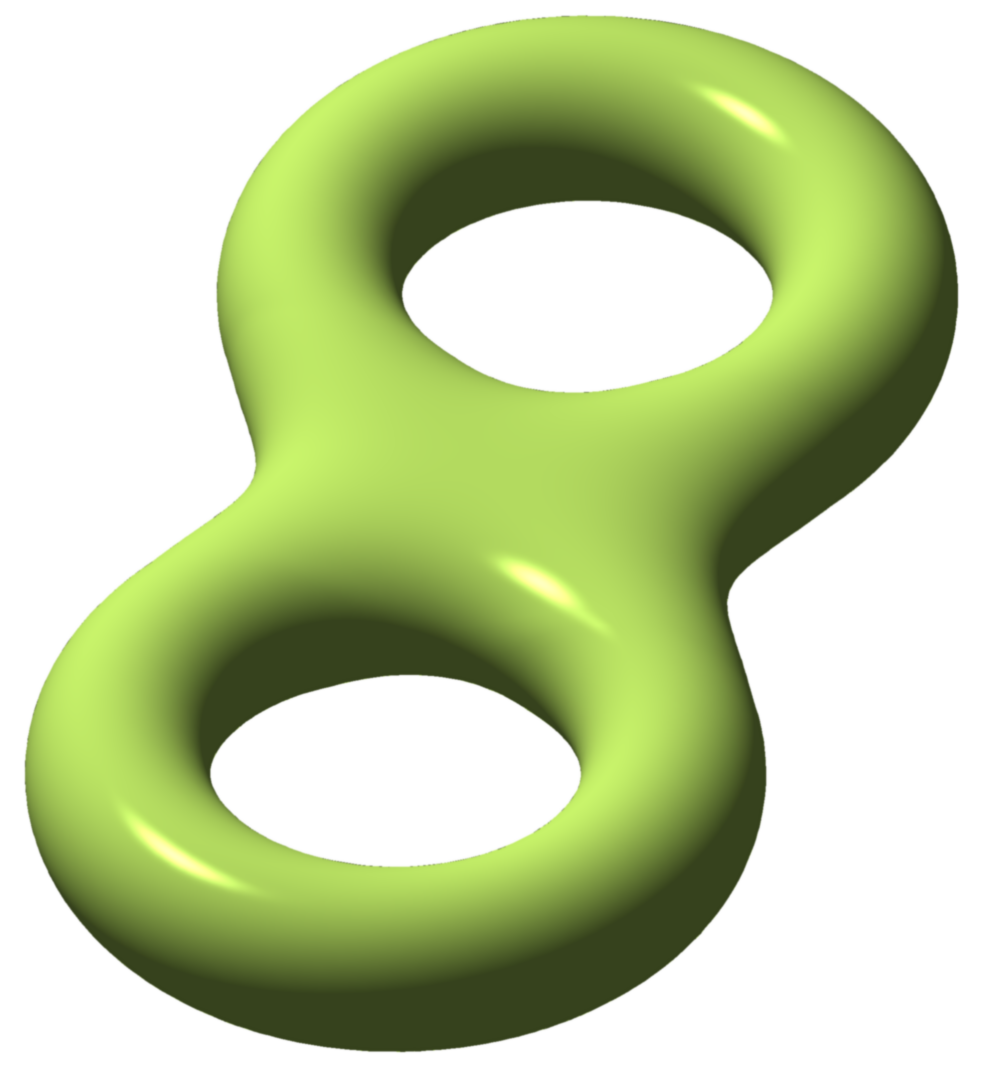
Поверхность рода 2

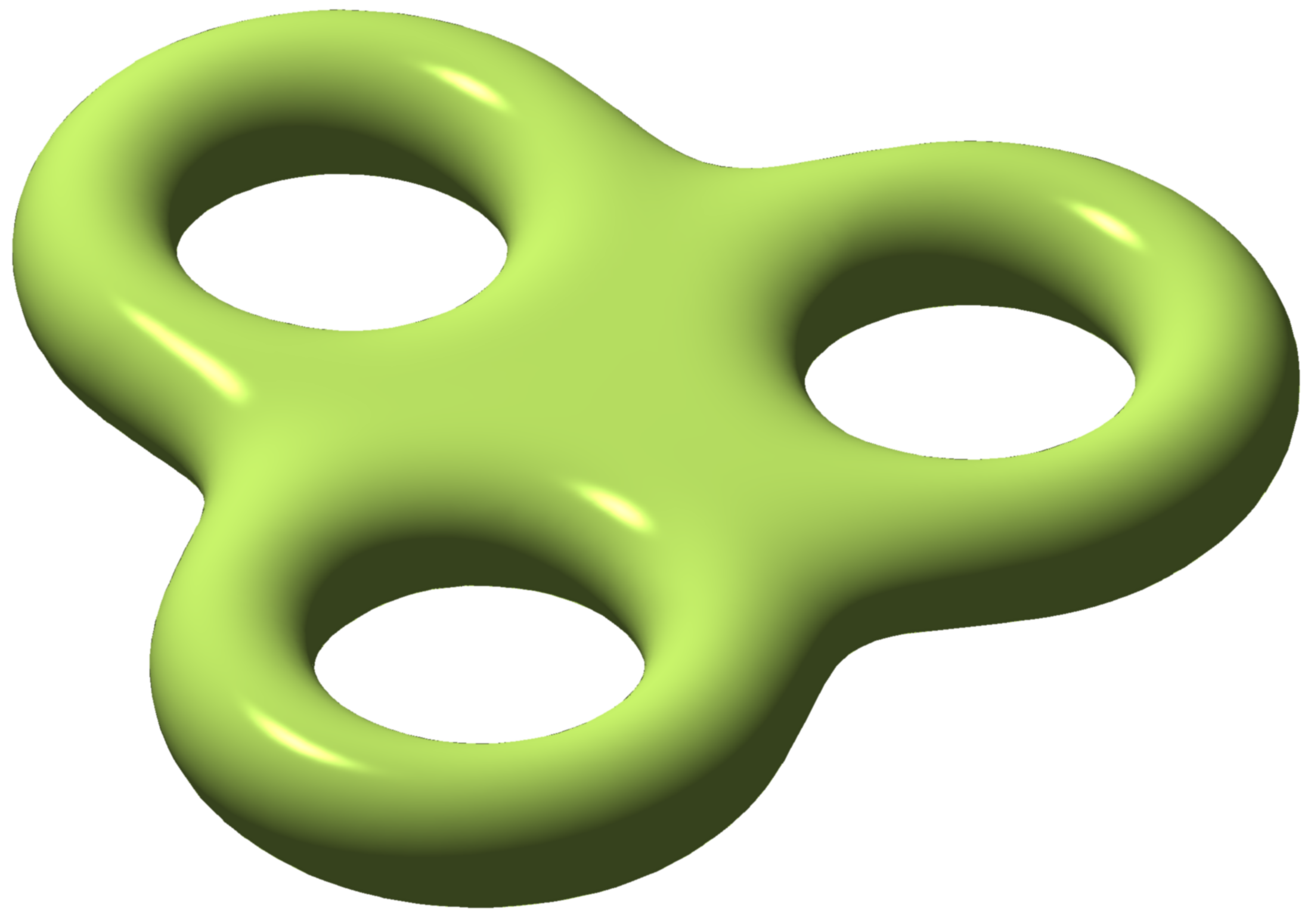
Поверхность рода 3

Род поверхности — топологическая характеристика замкнутой поверхности {\displaystyle \Sigma }.
Определяется как максимальное число замкнутых непересекающихся кривых не разделяющих поверхность на части.

## Примеры
- Сфера имеет род 0.
- Тор имеет род 1.
- Проективная плоскость {\displaystyle \mathbb {R} \mathrm {P} ^{2}} имеет род 1.

## Свойства

### Ориентируемые поверхности
- Для ориентируемых поверхностей род равен числу  ручек.

Эквивалентно, {\displaystyle \Sigma } имеет род {\displaystyle g}, если {\displaystyle \Sigma } гомеоморфна связной сумме сферы ({\displaystyle S^{2}}) и {\displaystyle g} торов {\displaystyle T^{2}}:
{\displaystyle \Sigma \sim S^{2}\#(\underbrace {T^{2}\#\ldots \#T^{2}} _{g})}.
- Род {\displaystyle g} ориентированной поверхности {\displaystyle \Sigma } может быть вычислен через её эйлерову характеристику {\displaystyle \chi (\Sigma )}:
{\displaystyle g={\frac {2-\chi (\Sigma )}{2}}}.
- Род поверхности {\displaystyle \Sigma \subset \mathbb {C} P^{2}}, являющейся замыканием множества нулей {\displaystyle \{P(x,\;y)=0\}} многочлена {\displaystyle P(x,\;y)} степени {\displaystyle d} общего положения, выражается через его степень как:
{\displaystyle g={\frac {(d-1)(d-2)}{2}}.}
- Род гиперэллиптической поверхности {\displaystyle \Sigma \subset \mathbb {C} P^{2}}, являющейся замыканием множества:
{\displaystyle \{(x,\;y)\mid y^{2}=P(x)\}}.

Для свободного от квадратов многочлена {\displaystyle P(x)} степени {\displaystyle d}, выражается через его степень как:
{\displaystyle g=\left\lceil {\frac {d-1}{2}}\right\rceil }.

### Неориентируемые поверхности
- Для неориентируемых поверхностей род равен числу вклеенных в неё лент Мёбиуса

Эквивалентно, {\displaystyle \Sigma } имеет род {\displaystyle g}, если {\displaystyle \Sigma } гомеоморфна связной сумме сферы ({\displaystyle S^{2}}) и {\displaystyle g} проективных плоскостей {\displaystyle \mathbb {R} \mathrm {P} ^{2}}:
{\displaystyle \Sigma \sim S^{2}\#(\underbrace {\mathbb {R} \mathrm {P} ^{2}\#\dots \#\mathbb {R} \mathrm {P} ^{2}} _{g})}.
- Род {\displaystyle g} неориентируемой поверхности {\displaystyle \Sigma } может быть вычислен через её эйлерову характеристику {\displaystyle \chi (\Sigma )}:
{\displaystyle g=2-\chi (\Sigma )}.